# Reza Abbasi
Reza Abbasi, född 1565, död 1635, var en persisk konstnär. Han anses som den förnämsta persiska tecknaren genom tiderna.
Hans verk finns att hitta i bland annat i museet Louvren.